# Inzá
Inzá est une municipalité du département de Cauca en Colombie.